# Karl-Heinz Geils
Karl-Heinz Geils (ur. 20 maja 1955 w Ritterhude) – niemiecki piłkarz występujący na pozycji obrońcy. Trener piłkarski.

## Kariera klubowa
Geils karierę rozpoczynał w 1974 roku w pierwszoligowym Werderze Brema. W Bundeslidze zadebiutował 31 sierpnia 1974 roku w przegranym 0:4 pojedynku z Tennis Borussią Berlin. 22 kwietnia 1978 roku w wygranym 5:3 meczu z 1. FC Kaiserslautern strzelił pierwszego gola w Bundeslidze. Przez sześć lat w barwach Werderu rozegrał 132 spotkania i zdobył dwie bramki.
W 1980 roku Geils odszedł do Arminii Bielefeld, także grającej w Bundeslidze. Pierwszy ligowy mecz zaliczył tam 8 sierpnia 1980 roku przeciwko SV Darmstadt 98 (1:1). Graczem Arminii był przez cztery lata. W 1984 roku przeniósł się do innego pierwszoligowego zespołu, 1. FC Köln. W jego barwach zadebiutował 6 października 1984 roku w zremisowanym 1:1 spotkaniu z VfB Stuttgart. W 1985 roku zajął z klubem 3. miejsce w Bundeslidze. W 1986 roku dotarł z nim natomiast do finału Pucharu UEFA.
W 1987 roku Geils został zawodnikiem Hannoveru 96, również występującego w Bundeslidze. W 1989 roku spadł z nim do 2. Bundesligi. W 1990 roku zakończył karierę.

## Kariera reprezentacyjna
Geils jest byłym reprezentantem RFN U-21. Grał także w olimpijskiej reprezentacji RFN.